# Красовский, Гурий Николаевич
Гурий Николаевич Красовский (16 августа 1929 года — 31 марта 2019 года) — советский и российский токсиколог, член-корреспондент РАМН (1994), член-корреспондент РАН (2014).

## Биография
Родился 16 августа 1929 года.
В 1954 году — окончил 1-й Московский медицинский институт, специальность «медико-санитарное дело». После окончания аспирантуры работал там же в должности старшего научного
сотрудника, а затем — заведующим токсикологическим отделом Центральной научно-исследовательской лаборатории при кафедре коммунальной гигиены.
Работал в Научно-исследовательском институте экологии человека и гигиены окружающей среды имени А. Н. Сысина:
- руководитель лаборатории водно-санитарной токсикологии (1972—1989);
- заместитель директора по научной работе (1989—1996);
- руководитель лаборатории токсикологии водных загрязнений (1996—2003);
- главный научный сотрудник (2003—2019).

В 1959 году — защитил кандидатскую диссертацию, тема «Роль кальция в развитии эндемического флюороза (экспериментальные данные)».
В 1973 году — защитил докторскую диссертацию, тема: «Моделирование интоксикаций и обоснование условий экстраполяции экспериментальных данных с животных на человека при решении задач гигиенического нормирования».
В 1979 году — присвоено учёное звание профессора.
В 1994 году — избран членом-корреспондентом РАМН.
В 2014 году — стал членом-корреспондентом РАН (в рамках присоединения РАМН и РАСХН к РАН).
Умер 31 марта 2019 года, похоронен на Николо-Архангельском кладбище Московской области.

## Научная деятельность
Специалист в области санитарной токсикологии, методологии гигиенического нормирования и оценки опасности химических загрязнений воды.
Вел исследования по разработке принципов, критериев и методов оценки токсичности веществ в воде; моделированию интоксикаций и экстраполяции токсикологических данных с животных на человека, унифицировал критерии и методы определения острой и хронической токсичности, кумулятивности, органолептических свойств; систематизировал способы выявления опасности материалов и технологий, применяемых при водоснабжении населения.
Автор более 500 научных работ, в том числе 16 монографий и книг.
Под его руководством подготовлено 23 доктора и 35 кандидатов медицинских и биологических наук.

## Награды
- Заслуженный деятель науки Российской Федерации
- Медаль «В ознаменование 100-летия со дня рождения Владимира Ильича Ленина»
- Медаль «В память 850-летия Москвы»
- Медаль «Ветеран труда»
- две золотые и одна серебряная медаль ВДНХ СССР